# American Swedish Historical Museum
L'American Swedish Historical Museum si trova a Filadelfia nel Franklin Delano Roosevelt Park.

## Storia
L'American Swedish Historical Museum è il più antico museo americano-svedese degli Stati Uniti d'America e venne edificato in parte sul terreno di una storica concessione del XVII secolo originariamente data dalla regina Cristina di Svezia ai coloni svedesi nel nuovo mondo.

## Descrizione
Il museo comprende diverse sezioni, tra queste:
- Americani svedesi
- Istituto svedese per gli emigranti
- Emigrazione svedese negli Stati Uniti